# オセロット (企業)
株式会社オセロットは、日本のテレビ番組の制作プロダクションである。テレビドラマの制作やインターネット動画配信を事業している。

## 沿革
- 近代映画協会に所属していたプロデューサーの赤司学文と石川好弘がコンビを組んで、1993年4月に設立された。

## 主なスタッフ
- 赤司学文（代表者、プロデューサー）
- 石川好弘（プロデューサー）
- 池部誠

## 主な作品
- 金曜エンタテイメント（フジテレビ）
  - おばさんデカ 桜乙女の事件帖
    - 1「主婦兼婦警28年新米刑事の名推理!!美人妻殺害事件のカギは冷蔵庫の中身と領収書のヤマ!?」（1994年9月9日）
    - 2「残された謎の遺書…」（1995年5月26日）
    - 3「本年最後の迷捜査 密室殺人に残った卵料理の謎 熟女の直感今夜見せます」（1995年12月29日）
    - 4「資産家母娘が連続死!!」（1996年10月4日）
    - 5「名門着付け教室殺人事件!空いたビール缶と不揃いの靴…危険な情事の生んだ巧妙な仕掛け」（1997年3月28日）
    - 6「有名シェフに忍び寄る悪女の甘いワナ…女はへそくりをどこに隠すのか?」（1998年7月3日）
    - 7「鹿児島旅情編!!幻の西郷隆盛の写真にかけられた呪い…推定1億円の秘宝の謎VS倹約主婦刑事魂」（1999年4月9日）
    - 8「超人気主婦刑事の名推理が密室殺人の謎を解く…詐欺商法が招く憎悪の連続殺人に米国帰りの女刑事も驚天」（2000年3月31日）
    - 9「ホスト殺人の真相は愛人の怨み?『オカメ刑事』と敏腕刑事の珍推理対決が不倫殺人を暴く」（2000年12月29日）
    - 10「夫が犯人!?巧妙に仕組んだ罠に挑むオカメ刑事…謎の女性白骨死体が叫ぶ怨念が犯人を暴く」（2002年3月22日）
    - 11「事件の鍵を握るおばあちゃんがボケてしまった!?今度こそ幸せになりたかった…10年前の資産家殺人で消えた金が再び女の人生を狂わす」（2002年12月27日）
    - 12「借金にあえぐ町工場が起死回生の特許申請!!不況と闘う家族に迫る犯罪の罠!圧迫痕と消えた腕時計に事件の鍵が」（2003年12月26日）
    - 13「戦慄 身代金目的の少年誘拐 1億円を抱え走る乙女が犯人の手に…山中で監禁・救出作戦決行」（2004年12月10日）
    - 14「企業買収・投資マネー金の魔力に狂った者に乙女が論す真の幸福」（2006年9月29日）
    - ファイナル「絶体絶命・銃弾に倒れ乙女殉職か…食の安全、政治と金…人をだます社会の闇に挑む乙女…人気シリーズ最終章」（2007年9月28日、金曜プレステージ）

  - ゴミ事件弁護士 梅木桃子の六法全書（1997年2月28日）
  - 介護ヘルパー殺人事件簿（2001年5月18日）
  - ドクター小石の事件カルテ
    - 1 血痕（2004年10月22日）
    - 2 検死（2006年8月4日）
    - 3 毒薬（2006年12月1日、金曜プレステージ）
    - 4 劇薬（2008年2月22日、金曜プレステージ）
- 金曜プレステージ（フジテレビ）
  - いじわるばあさん（2009年1月9日）
- 火曜サスペンス劇場（日本テレビ）
  - 地方記者・立花陽介
    - 5 米沢蔵王通信局（1995年3月21日）
    - 6 鎌倉湘南通信局（1995年8月15日）
    - 7 但馬城崎通信局（1996年3月19日）
    - 8 会津若松通信局（1996年9月10日）
    - 9 信州上田通信局（1997年6月3日）
    - 10 伊豆大島通信局（1997年12月23日）
    - 11 山陰出雲通信局（1998年6月9日）
    - 12 飛騨高山通信局（1998年12月15日）
    - 13 日光今市通信局（1999年5月25日）
    - 14 阿波鳴門通信局（1999年12月21日）
    - 15 能登輪島通信局（2000年6月13日）
    - 16 別府国東通信局（2000年12月26日）
    - 17 越中高岡通信局（2001年5月22日）
    - 18 津軽弘前通信局（2002年4月23日）
    - 19 箱根小田原通信局（2002年9月24日）
    - ファイナル 佐渡両津通信局（2003年4月22日）

  - 新任判事補
    - 2「毒入りモナカを食べた老人の死、他殺自殺の壁に挑む新米女性裁判官」（1995年5月13日）
    - 3「殺人現場から消えた愛犬が握る空白の30分の謎」（1996年2月6日）

  - わが町
    - VI「命を粗末にする超ムカつく若者たちの理由なき犯罪」（1995年10月31日）
    - VII「日本語学校の教師、風俗の女、恐喝者 - 爆殺された刑事の恋人は複数の顔を持つ女」（1996年10月22日）
    - VIII「OLバラバラ殺人事件、孤独な現代人のSOSが聞こえる」（1997年4月1日）
    - IX「妻殺しをたくらむ夫の眼前で妻がレイプ - 大都会の闇にうごめく悪の連鎖」（1997年10月14日）
    - X「結婚祝いで届いた毒グモは8年前に急死した男からの贈り物」（1998年3月17日）

  - 転勤判事
    - 1「死別の夫の母を連れて甲府に赴任、笛吹川に沈む腕時計が語る家族の虚構」（1997年9月2日）
    - 2「鬼怒川沿いの山道で襲われた夫婦…男と女の間には深くて暗い河がある」（1998年1月13日）
    - 3「娘の結婚式の前日父親が襲われた - 残された3切れの庄内メロンの証言」（1998年6月30日）
    - 4「旧盆殺人事件 一対の岐阜ちょうちんと扉の閉じられた仏壇はなにを見た」（1998年10月13日）

  - 指名手配
    - 1「青森県八戸市、人口24万5千人、その中からたった1人の逃亡者を探し出せ!」（1998年11月24日）
    - 2「人口42万7千人長崎市、潜入捜査中焼死した先輩が生きている?内密に探し出せ!」（1999年8月17日）
    - 3「夫の工務店から5000万盗んだ妻、7年ぶりに現れて残したウサギの折り紙」（2000年8月1日）
    - 4「山形の銀山温泉 - 富士の樹海予告殺人の裏に復讐の鬼になった男女の愛」（2000年5月15日）

  - 苦い夜（1999年6月29日）
- 女と愛とミステリー→水曜ミステリー9（テレビ東京・BSジャパン）
  - 旅行作家・茶屋次郎
    - 1 梓川清流殺人事件（2001年7月25日）
    - 2 長良川殺人事件（2002年6月5日）
    - 3 四万十川殺人事件（2003年9月24日）
    - 4 熊野川殺人事件（2004年4月7日）
    - 5 千曲川殺人事件（2005年6月1日、5話から水曜ミステリー9）
    - 6 伊豆狩野川殺人事件（2006年5月10日）
    - 7 天竜川殺人事件（2007年5月2日）
    - 8 渡良瀬川殺人事件（2008年9月3日）
- 月曜ミステリー劇場→月曜ゴールデン（TBS）
  - 父が来た道（TBS、2005年11月28日、月曜ミステリー劇場）
  - 世直し公務員ザ・公証人
    - 1「スゴ腕元検事登場!借金社長殺人事件の真相はヤセるお茶に隠されていた!?」（2002年5月13日）
    - 2「隠し子に遺産を譲る兄VS財産狙いの妹!息子殺しは隠し子の仕業?公園の水道と絞殺痕が暴く真犯人」（2003年3月10日）
    - 3「借家を不法占拠する住民が殺された 美人不動産社長はもう一つの顔を持つ!?」（2003年7月7日）
    - 4「老夫婦が陥った悪徳リフォームの手口 家族全員が殺人の容疑者?携帯のテレビ画面に映る殺人」（2004年2月16日）
    - 5「消えた秘密証書遺言!?義父と夫はどちらが先に?金庫の鍵と混迷の遺産相続に嫁に残された手段は!!」（2005年4月18日）
    - 6「離婚した夫が失踪!!慰謝料と財産分与は一体どうなる?事件の鍵は美人弁護士が隠した秘密の過去!?」（2006年2月6日）
    - 7「離婚寸前の夫が殺された!?30年にわたる妻の誤算、娘の誤解…2つの遺言書に隠された殺人トリック」（2008年4月28日、7話から月曜ゴールデン）
    - 8「〜遺産相続が呼ぶ美人姉妹の悲劇〜余命わずかな姉と借金まみれの妹…イケメン美容師殺人に隠された家族の愛憎…解決の鍵はストールと塩大福」（2009年6月29日）
- パートタイム裁判官
  -     - 1「悪臭騒ぎが殺人を呼ぶ!?庭先に隠された謎に怯える母子!!トラブルの裏に住民の哀しい過去が…二つの顔を持つ男が真相を暴く!!」（2005年1月31日、月曜ミステリー劇場）
    - 2「ご近所トラブルが殺人事件を呼ぶ!!悪臭ゴミにペットの放し飼い…死体が語る崩壊した家族の過去とは!?」（2007年5月15日、月曜ゴールデン）